# Cul de Sac (comic strip)
Pour les articles homonymes, voir cul-de-sac.
Cul de Sac est un comic-strip créé par Richard Thompson et diffusé par le Universal Press Syndicate dans plus de 150 journaux dans le monde. La qualité de Cul de Sac a été saluée par Bill Watterson ou Art Spiegelman, entre autres. Le personnage central de la série est Alice Otterloop, âgée de quatre ans. La série a été créée dans le Washington Post en 2004. Elle s'arrête le 23 septembre 2012 car son auteur est atteint de la maladie de Parkinson et veut se concentrer sur sa santé.

## Éditions françaises
Première édition de Cul de Sac
Cette édition recourt à un format « à la française ».
- Richard Thompson (trad. de l'anglais), Cul de Sac 1 : Sortie de secours [« This Exit »], Paris, Delcourt, coll. « Outsider », 2010, 127 p., 23 cm (ISBN 978-2-7560-1872-0, BNF 42138647)
- Richard Thompson (trad. de l'anglais), Cul de Sac 2 : Jeux d'enfants [« Children at Play »], Paris, Delcourt, coll. « Outsider », 2011, 127 p., 23 cm (ISBN 978-2-7560-2137-9, BNF 42573501)

Seconde édition de Cul de Sac
Cette édition recourt à un format « à l'italienne », dans lequel chaque strip occupe une seule page.
- Richard Thompson (trad. de l'anglais par Christophe Gouveia Roberto et Pierre Borgnet, préf. Art Spiegelman), Cul de Sac 1 [« Cul de Sac »], Paris, Urban Comics, coll. « Urban Strips », 29 avril 2016, 352 p., 17 x 24 cm (ISBN 978-2-36577-855-8, BNF 45027312)
- Richard Thompson (trad. de l'anglais par Christophe Gouveia Roberto et Pierre Borgnet, préf. Bill Watterson), Cul de Sac 2 [« Cul de Sac »], Paris, Urban Comics, coll. « Urban Strips », 10 février 2017, 350 p., 17 x 24 cm (ISBN 978-2-36577-922-7, BNF 45221904)

## Récompenses
- 2011 : Prix Reuben
- 2012 : Prix Harvey du meilleur comic strip
- 2015 : Prix Eisner de la meilleure publication humoristique